# Francis Rasolofonirina
Francis Rasolofonirina, né le 22 juillet 1986 à Tsihombe (Madagascar), est un footballeur international mauricien d'origine malgache, jouant au poste de défenseur central.

## Biographie
Il joue avec l'équipe de Petite Rivière Noire (Tamarin) à partir de 2010, puis est transféré au Cercle de Joachim (Curepipe) en 2016. 
International avec l'équipe de Maurice, il a joué 29 matches et marqué deux buts depuis 2015.
Il joue son premier match en équipe nationale le 19 mai 2015, contre la Namibie (défaite 2-0). Il inscrit son premier but le 26 mars 2016, contre le Rwanda (victoire 1-0).

## Palmarès
- Vainqueur de la Coupe de Maurice en 2014 et 2015 avec l'équipe de Petite Rivière Noire